# George II de Wurtemberg
Pour les articles homonymes, voir George II.
George II de Wurtemberg est un noble allemand né le 5 octobre 1626 et décédé le 1er juin 1699 à Montbéliard.

## Famille
Marié à Anne de Coligny (1626-1680), fille du comte Gaspard III de Coligny, il a huit enfants :
- Otto Friedrich de Wurtemberg-Montbéliard 1650-1653
- Henriette de Wurtemberg-Montbéliard 1654-1680
- Éléonore-Charlotte de Wurtemberg-Montbéliard 1656-1743
- Konrad Ludwig de Wurtemberg-Montbéliard 1658-1659
- Anne de Wurtemberg-Montbéliard 1660-1733
- Élisabeth de Wurtemberg-Montbéliard, Duchesse de Wurtemberg-Montbéliard 1665-1726
- Hedwige de Wurtemberg-Montbéliard 1667-1715
- Léopold-Eberhard de Wurtemberg, duc de Wurtemberg-Montbéliard 1670-1723

George II fut comte de Montbéliard de 1662 à 1699, avec une interruption de vingt-et-un ans.

## Biographie
George II est issu du second mariage de son père Louis-Frédéric de Wurtemberg avec Anne-Éléonore, fille de Jean-Casimir, comte de Nassau-Saarbruck-Weilbourg. Louis-Frédéric avait eu un fils de son premier mariage : Léopold-Frédéric de Wurtemberg. Celui-ci et George étaient donc demi-frères. Au décès de Léopold-Frédéric, le comte George II  lui succéda  dans tous ses États.
La guerre de Trente Ans n'était terminée que depuis 14 ans. Elle avait laissé le pays exsangue, et les affaires au décès de son demi-frère étaient en pleine déroute morale et matérielle. Les premiers soins du nouveau comte furent de pallier les situations les plus urgentes.
En 1672 débute la guerre de Hollande, dont on pouvait craindre qu'elle ravageât une fois de plus la comté, Louis XIV attaquant la Franche-Comté, possession espagnole et souhaitant y rattacher la Principauté de Montbéliard. Déjà, après avoir acquis l'Alsace en 1648 par les traités de Westphalie, Louis XIV, au mépris des lois et des traités internationaux, avait fait envahir  les duchés de Bar et de Lorraine en 1670. Le 5 novembre 1676, le maréchal de Luxembourg à la tête de plusieurs régiments fit entourer la place de Montbéliard qu'il somma de se rendre. La cité n’était pas en état de se défendre, ni de résister à un siège. Le comte Georges II demanda une entrevue au maréchal.
Au retour de cette entrevue, les ponts-levis du Grand Pont sur l'Allan furent abaissés pour permettre au cortège d'entrer en ville. Ils n'eurent pas le temps de se relever qu'un régiment français qui le suivait de près se saisit des postes de garde, puis de la ville. La surprise fut totale ... Le prince Georges, courroucé et trahi, se retira alors au château qu'il abandonna peu de temps après pour se retirer à Bâle avec toute sa famille. Il allait y résider pendant deux ans. Les Français imposèrent partout d'énormes réquisitions et s'emparèrent des Quatre Terres.
Le comté passa sous l'administration de la France ; les revenus du prince furent mis sous séquestre, et on ne jugea plus en son nom, mais au nom du roi de France. Au début de l'année 1677, les Français commencèrent à démolir la citadelle et le fort le « Chat », en dépit de l'avis contraire de Vauban. Quelques semaines plus tard, on commença d'abattre les fortifications du faubourg et les tours  de la ville ; quatre cents paysans furent réquisitionnés pour œuvrer à ces tâches. Le château fut aussi menacé de destruction ; déjà, il était miné, lorsqu'il fut sauvé in-extremis par Vauban. L'occupation française allait durer 21 ans.
Dépouillé de revenus, le prince George II se réfugia  avec sa famille en Silésie, auprès d'une de ses filles, la duchesse Éléonore-Charlotte ; car entretemps, ses possessions d'Alsace (de Riquewihr et le comté d'Horbourg), avaient également été saisies par la France. Les habitants, comme ceux de Montbéliard, furent contraints de prêter serment de fidélité au roi. C’est alors qu’un rebondissement diplomatique eut lieu : le duc Frédéric-Charles de Wurtemberg-Winnental, parent de Georges II, et gouverneur du Wurtemberg, proposa au gouvernement français de rendre foi et hommage au roi de France, afin de conserver au jeune Léopold-Eberhard de Wurtemberg, fils de George II, la possession et le domaine utile du comté de Montbéliard. George II, vexé, se brouilla avec son cousin.
La guerre se ralluma en 1688 entre  Louis XIV et la Ligue d'Augsbourg formée depuis juillet 1686 par l’Empereur d’Allemagne, le roi d’Espagne, le roi de Suède et le roi d’Angleterre (guerre de la Ligue d'Augsbourg). Elle s'acheva en 1697 par le traité de Ryswick (Pays-Bas), dont l'une des clauses prévoyait le retrait des troupes françaises de Montbéliard. George II revint de Silésie avec toute sa famille à Montbéliard où il fut accueilli dans la liesse populaire.
Le 1er juin 1699, il meurt au château de Montbéliard, âgé de 73 ans. Ses obsèques sont pompeuses. Son fils Léopold-Eberhard de Wurtemberg lui succède dans tous ses États.

## Sources
- Le Roman d'une Principauté, D. Seigneur. Éditions Cêtre - Besançon.